# Christian Münch
Christian Münch (* 11. April 1951 in Freiberg) ist ein deutscher Komponist, Organist, Pianist und Dirigent.

## Leben
Münch wurde 1951 in einer Kantorenfamilie in Freiberg geboren. Bei seinem Vater lernte er Trompete und Orgel. Seit seiner Kindheit erhielt er Klavier- und Klarinettenunterricht in der Musikschule Freiberg.
Von 1971 bis 1976 studierte er im Fach Komposition bei Manfred Weiss und Wilfried Krätzschmar, Dirigieren bei Rudolf Neuhaus und Klavier bei Günter Händel an der Hochschule für Musik Carl Maria von Weber Dresden. Von 1983 bis 1985 war er Meisterschüler bei  Georg Katzer an der Akademie der Künste Berlin. In dieser Zeit beschäftigte er sich mit Elektroakustischer Musik.
Im Anschluss arbeitete Münch als Korrepetitor an der Sächsischen Staatsoper Dresden. Er dirigierte die Gruppe Neue Musik Hanns Eisler, das musica-viva-ensemble dresden und das Ensemble für Neue Musik Berlin sowie als Gastdirigent an der Deutschen Staatsoper Berlin. Münch leitete mehr als 100 Uraufführungen. Seine Kompositionen, darunter ein Ballett, wurden unter anderem von der Dresdner Philharmonie, der Sächsischen Staatskapelle Dresden und dem Dresdner Kreuzchor aufgeführt.
Münch lehrte ab 1976 an der Dresdner Musikhochschule und war dort von 2002 bis 2016 Honorarprofessor. Er unterrichtete Aufführungspraxis Neue Musik.
2018 schenkte er seinen Vorlass der Musikabteilung der Sächsischen Landesbibliothek – Staats- und Universitätsbibliothek Dresden.

## Auszeichnungen
- Kritikerpreis der Stadt Berlin (1980)
- Hanns-Eisler-Preis des Deutschlandsenders Kultur (1990)[2]
- Kunstpreis der Hanna Johannes Arras Stiftung (2000)

## Werke (Auswahl)
- Flüsterstück Briefe aus dem Gefängnis für Mezzosopran, Fl, Vla, Perk (1979)
- Klaviervariationen (1980)
- The weak power, (Ballet, 1982/86)
- geträumt (1988)
- In schöner Trägheit (1989)
- Dakrion … Dakrion (1992)
- Canto LXXVL von Ezra Pound, (Oratorium, 1994)
- Unschlüssig (Konzert, 1999)
- All things lovely (Chormusik, 1999)
- ein vliessende lieht miner gotheit für Solisten, Chor und Ensemble (2000)
- Jemand, Lieder nach Borges für Soli, Chor und Orchester (Oratorium, 2001)
- Gesang der Königin, Klaviertrio
- Musik für die wiederaufgebaute Dresdner Frauenkirche "als Gabe" (2006)
- glühend für Alt und Klavier (2007)
- Gesänge und Harmonien (Kammermusik, 2007)
- verstummen für 2 Vl, Vla, Vcl (2008)
- durchtanzen für Frauen- und Männerstimmen (2009)
- unmögliche Duos für Tenor, Pos, Vl, Vla, Vcl, Kb, Pn (2010)
- Klangmoment für Orgel, Perk (2010)
- die Hexe, die ich meine, lacht? für Sopran, 2 Vl, Vla, Vcl (2011)
- niemandem für 2 Klaviere, Chor und großes Orchester (2011)
- himmlisch für Celesta, Sopran solo und großes Orchester (2011)
- huldvoll gnadenreich für Soli, Chor (SATB), Kinderchor, Pn, Org und kleines Orchester (2012)
- es sind die Töne für Orgel (2013)
- Flöte und Fellinstrumente für Fl, Perk (2018)
- Flötenkonzert (vor der Verdunklung) für Fl solo, Trp, Hrn, Pos, Tb, 2 Vl, 2 Vla, 2 Vc, 2 Kb, Perk (2019)
- Frauenstimme und Trommler für Sopran, Drumset (2019)
- Traum (mit einem Text von Franz Kafka) für Kinder- oder Frauenchor, Pn, 2 Vl, 4 Perk (2019)